# Urbinská Venuše

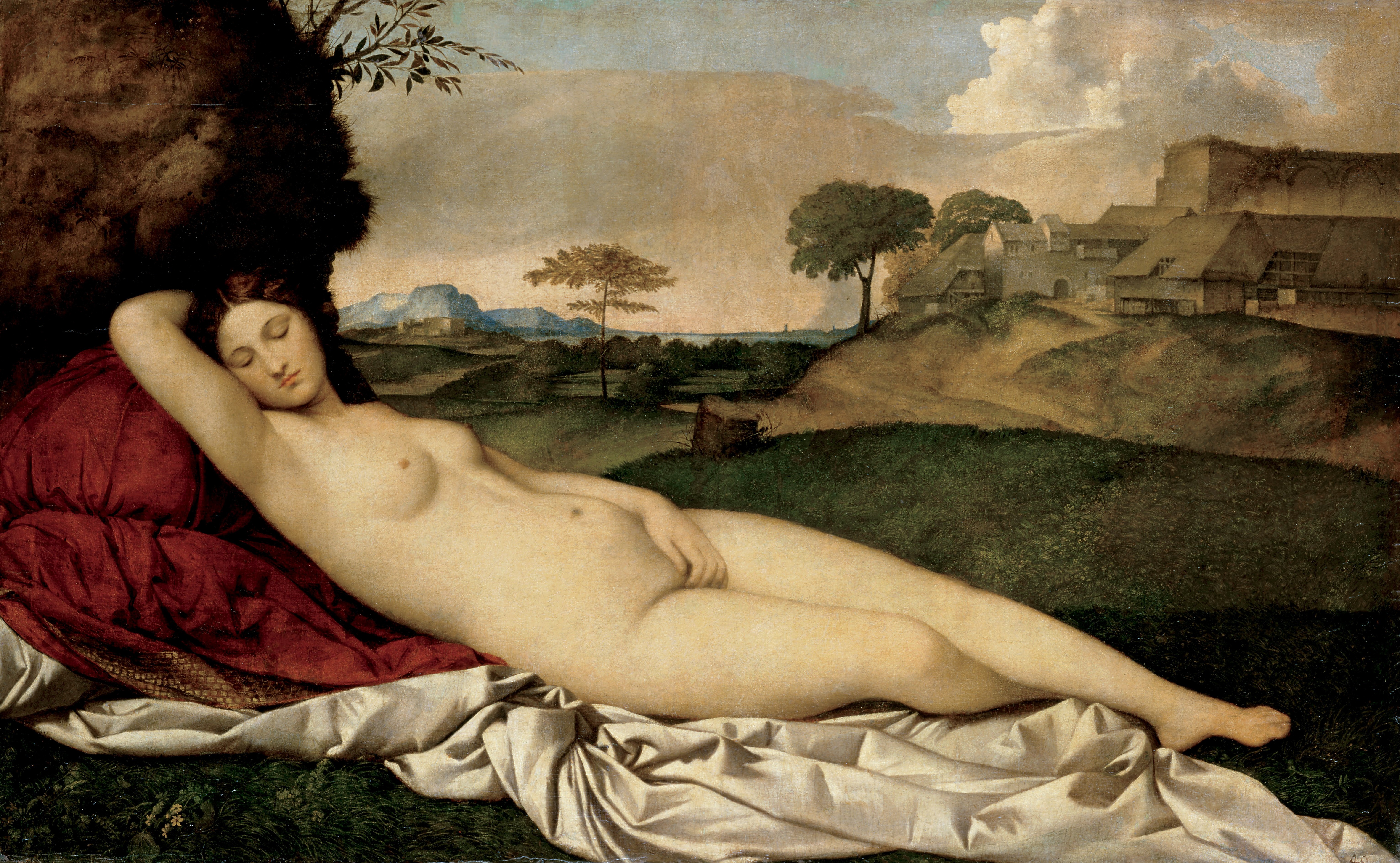
Giorgione: Spící Venuše či Drážďanská Venuše, (asi 1510–11), Tizian pravděpodobně po smrti Giorgioneho domaloval krajinu.

Urbinská Venuše či Venuše z Urbina (také známá jako Ležící Venuše), (italsky Venere di Urbino) je olejomalba italského malíře Tiziana.

## Popis obrazu
Venuše se dívá přímo na diváka, nezastírá svou nahotu. V pravé ruce drží kytici růží, zatímco druhou ruku má položenou v klíně. V pozadí je pes, symbol věrnosti. Za ležícím psem jsou dvě služky zabývající se truhlicí, ve kterých se uchovávalo oblečení. Tak podrobné zobrazení vnitřního prostředí je u Tiziana neobvyklé, možná jedinečné.
Kompozicí navazuje Tiziánova Urbinská Venuše na Giorgioneho obraz Spící Venuše, který Tizian dokončil. Celkové pojetí Tiziánova díla je však jiné. Ideálně krásná Giorgioneho Venuše spí v širé podvečerní zemi, naproti tomu Tiziánova, světštější, s plnějšími tvary a s individuálními rysy tváře, odpočívá na lůžku v místnosti, obsluhována služkami. Krásná mladá žena zde nezakrytě dává najevo svou smyslnost, kterou zvýrazňuje zlatavá pokožka jejího nahého těla na bílé pokrývce. Červený samet lůžka a zelený závěs za ní vytvářejí dokonalý kontrast. Scéna se odvíjí za brzkého rána, což naznačuje náznak rozbřesku za oknem. Služky, na obraze v pozadí, chystají paní šaty. Tizian namaloval pravděpodobně toto plátno pro urbinského vévodu Guidobalda II. v roce 1538. Patří mezi nejreprezentativnější práce zralého umělce. V díle je cítit inspiraci dvou velkých renesančních umělců a Tizianových předchůdců: Michelangela a Raffaela. Dlouho se vedly polemiky, koho vlastně mladá žena představuje. Ve druhé polovině 20. století byl přijat názor, že nejde o žádnou konkrétní osobu a že toto dílo, zdobící původně urbinský vévodský palác, je vlastně alegorií manželské lásky a oddanosti.

## Historie díla
Obraz pravděpodobně začal Tizián malovat v roce 1532 nebo 1534. Dokončen byl pravděpodobně v roce 1534, ale nebyl prodán až do roku 1538. Zobrazuje nahou mladou ženu, tradičně ztotožňovanou s bohyní Venuší, ležící na lehátku nebo lůžku v luxusním prostředí renesančního paláce. Obraz se nyní nachází v Gallerii degli Uffizi ve Florencii. Póza postavy je založena na obraze známém jako Drážďanská Venuše či Spící Venuše přisuzovaném Giorgionemu. Dlouho se předpokládalo, že toto dílo dokončil po Giorgionově smrti v roce 1510 Tizian. Titian zakomponoval Venuši do vnitřního prostředí a zdůraznil její smyslnost. Žena je zbavena jakýchkoli klasických nebo alegorických náznaků bohyně – Venuše nevykazuje žádné atributy bohyně, kterou má představovat – obraz je smyslný a výrazně erotický. Interpretace obrazu je dvojí. Obě se shodují na silném erotickém náboji díla. Podle jedné teorie jde o portrét kurtizány, možná Zaffetty. Podle druhé obraz oslavuje manželku prvního majitele obrazu (který podle některých možná ani nebyl přímým zadavatelem). Tento názorový nesoulad je součástí širší debaty o významu převážně benátské tradice zobrazení ženské nahoty. Tradice, kterou Tizian dotvořil nebo pomohl dotvořit asi 25 let předtím, kolem roku 1510–11, dokončením obrazu Drážďanská Venuše či Spící Venuše po smrti malíře Giorgiona.
Tizian uzavřel smlouvu na portrét s jednadvacetiletým Ippolito de' Medici, kterého (i když neochotně) jmenoval jeho strýc, papež Klement VII. kardinálem, přestože neexistuje důkaz, že byl kdy Ippolito vysvěcen alespoň jako kněz. Ippolito toužil po vojenské kariéře a stal se papežským diplomatem. Dne 20. října 1532 strávil noc v Benátkách s Angelou del Moro nebo Angelou Zaffetta, přední benátskou kurtizánou. Jeho společníky byli Tizian a Pietro Aretino, kardinálův přítel. Tizian maloval portrét Ippolita a zdá se pravděpodobné, že byl při té příležitosti požádán, aby namaloval i nahý portrét Angely Zaffetta, nebo že se Tizian rozhodl namalovat tento obraz v naději, že se bude Ippolitovi líbit.

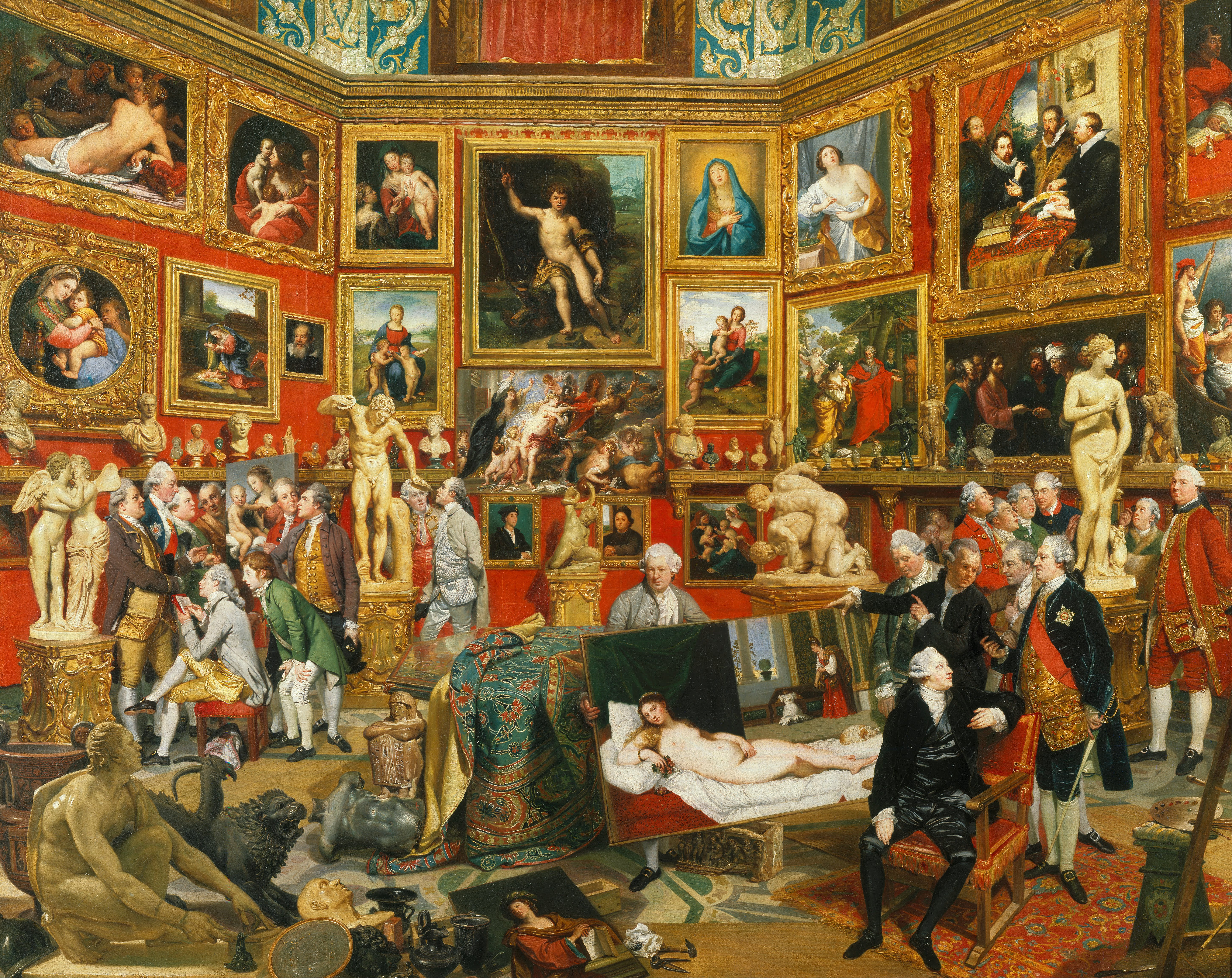
Johan Zoffany: Tribuna of the Uffizi, 1770

Dne 20. prosince 1534 Titian napsal Ippolitovu komorníkovi v Římě, že maluje obraz pro kardinála. Ippolito zemřel v srpnu 1535 a zřejmě nikdy tento obraz neviděl. Když v lednu 1538 přišel Guidobaldo II della Rovere, čtyřiadvacetiletý syn vévody z Urbina do ateliéru Tiziana aby malíř namaloval jeho portrét, Venuše z Urbina zde stále byla. Dokazuje to korespondence mezi ním a jeho matkou. O několik měsíců později píše jak je velmi rád, že obraz koupil. V dopisech obraz označuje prostě jako „nahá žena“. Dále píše o obavě, že by Tizian mohl obraz prodat někomu jinému. Později v tomto roce zdědil vévodství Urbino po smrti svého otce. Tak získal obraz svůj název Venuše z Urbina, ačkoli dílo bylo po většinu doby v Pesaru.
Objednavatelem obrazu mohl být také sám Guidobaldo, možná při příležitosti svého manželství, které uzavřel v roce 1534 s desetiletou Giuliou Varano. Možná také až při příležitosti konzumace manželství, což bylo jistě o několik let později. Někteří historici viděli odkazy na manželství v detailech, jako jsou například služky u komody ve které bývala uložena výbava mladých žen, očekávajících manželský život. Rona Goffen vidí Venušinu ruku „hladící“ její genitálie jako další důkaz této teorie, neboť tehdy se věřilo, že k tomu, aby došlo k početí, byla nezbytná „emise“ nebo orgasmus ženy, a masturbace žen byla proto povolena pouze v případech, kdy muž ejakuloval. Otázka dědiců byla u elitních manželství velmi důležitá. I zobrazení psíka u lůžka zdá se potvrzuje teorii manželství. Na Tizianově portrétu vévodovy matky Eleonory Gonzagy je zobrazen stejný pes. Pes totiž podle některých identifikuje dům jako domov della Rovere a to že zůstává tichý, neštěká, naznačuje, že divák je manželem ženy.

## Pozdější léta
V roce 1624 se vévodství připojilo k Papežskému státu a dvůr se přestěhoval do Pesara, kde obraz visel v císařské vile. V roce 1633 byl obraz připojen k uměleckým sbírkám rodiny Medici, když poslední della Rovere, Vittoria della Rovere, si vzala Ferdinanda II de 'Medici, velkovévodu Toskánska. Do Uffizi se obraz dostal v roce 1736 a od té doby je stále zde, kromě občasných zápůjček do galerií v Madridu, Bruselu, Tokiu, Benátkách a Urbinu.

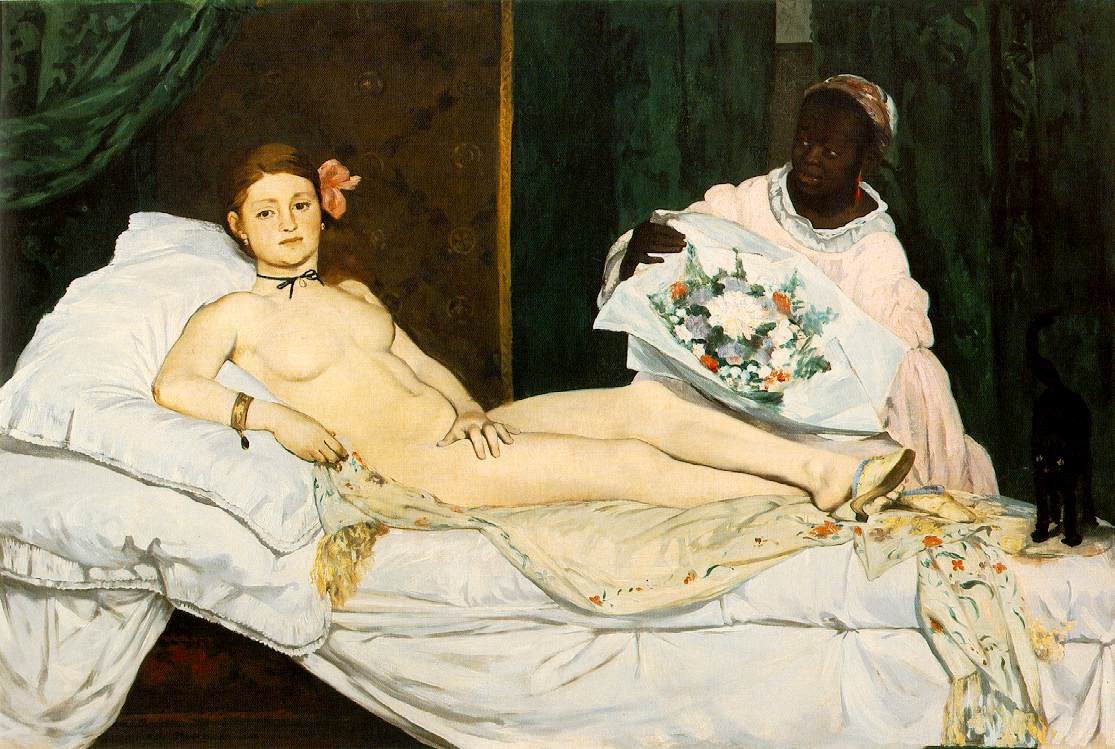
Édouard Manet: Olympia, 1863

O tom jak dlouho je již dílo slavné svědčí jeho prominentní umístění v popředí galerijního obrazu Johana Zoffanyho Tribuna of the Uffizi z roku 1770. Ve svém 1880 cestopisu „A Tramp Abroad“ označil Mark Twain Venuši z Urbina za „nejšpinavější, nejodpornější a nejneslušnější obraz na světě“. Píše, „to bylo namalováno pro koupelnu [bordel], a pravděpodobně to bylo i tam odmítnuto, protože tato maličkost byla příliš silná“ a s ironií dodal, že „ve skutečnosti je to maličkost příliš silná na jakékoli jiné místo, než do veřejné umělecké galerie.“ Twain dodává, že je tato umělecká licence (například pro nahotu) je povolena v malbě, na rozdíl od omezení a viktoriánské morálky uvalené na literaturu v „posledních osmdesáti letech“. Ve stejné pasáži popisuje také Twain také sochy v Římě, které „stály v nevinné nahotě po celé věky“.
Venuše z Urbina byla jednou z inspirací pro obraz Edouarda Maneta Olympie z roku 1863, ve které je postava Venuše malována podle tehdy slavné modelky Victorine Meurent.